# Dolomedes sagittiger
Dolomedes sagittiger là một loài nhện trong họ Pisauridae.
Loài này thuộc chi Dolomedes. Dolomedes sagittiger được miêu tả năm 1849 bởi White.